# Passione (KATSUMIのアルバム)
『Passione』（パッショーネ）は、KATSUMIの18枚目の会場限定CD。

## 内容
ライブ会場限定で販売されている会場限定CDの18作目。
公式ファンクラブ「Hip Bird Club」会員のみ、ファンクラブ運営の通信販売にて購入することができる。
ディスクはCD-R仕様となっている。
タイトルの「passione」とはイタリア語で「情熱」を意味する単語である。

## 収録曲
1. 危険な女神 〜2013 version〜
2ndシングル収録楽曲を新録。
2. 君のそばに 〜2013 version〜
8thオリジナル・アルバム『DEVOTION』収録楽曲を新録。
3. WILL
作曲：石川洋
新曲。